# Fairchild K-20
Fairchild K-20 — фотоапарат для аерофотознімання, що використовувався під час Другої світової війни. Розроблений компанією Fairchild Imaging. Виготовлявся у 1941—1945 роках корпорацією Folmer Graflex на заводі у Рочестері (Нью-Йорк). Всього було виготовлено 15 тисяч апаратів.
Для знімання використовувалася рулонна плівка від 5.25″×20′ до 5.25″×200′ з розміром зображення 4×5 дюймів. Об'єктив 6+3⁄8″ f/4.5 з регульованою діафрагмою. Лінзи виготовляли Kodak, Ilex або Bausch & Lomb. У камері використовувався вакуум, щоб зберегти плівку рівною.
Саме камерою Fairchild K-20 з борту літака «Енола Ґей» 6 серпня 1945 року було знято ядерний гриб над Хіросімою.